# Dragonfire II
Dragonfire II: The Dungeonmaster's Assistant est un programme d’ordinateur créé par Erik Brynjolfsson, programmé par Steven Bergstein et publié par Magicware en 1985. Le programme est conçu pour assister le meneur de jeu dans la création d’une partie de jeu de rôle sur table comme Donjons et Dragons ou Tunnels and Trolls. Le programme permet de générer des monstres ou des trésors aléatoires et le joueur peut également y créer de nouvelles créatures ou personnages. Il peut aussi personnaliser le programme afin de lui donner de nouvelles possibilités ou de l’adapter à d’autres jeux de rôles, .